# 豊田2人刺殺事件
豊田2人刺殺事件（とよたふたりしさつじけん）とは1995年（平成7年）5月3日に日本の愛知県豊田市越戸町で発生した殺人事件。
被告人が統合失調症と認定されたため公判停止となり、17年後の2014年（平成26年）に公判が再開された。第一審では公訴棄却の判断が示されたが、控訴審では審理差し戻しの判決が言い渡されため、弁護側が上告したところ、最高裁判所は「被告人の訴訟能力に回復の見込みがない場合、検察の（公訴）取り消しの有無にかかわらず裁判所が裁判を打ち切ることができる」という判断を初めて示した。

## 概要
1995年5月3日正午過ぎ、愛知県豊田市越戸町の神社「天満宮」の境内で、無職の男性X（当時52歳・以下「加害者」または「被告人」）が男性A（当時66歳）と、彼の孫である男児B（当時1歳）の2人を刺殺し、駆け付けた愛知県警察の警察官に現行犯逮捕された。加害者Xは当初「朝起きたときからむしゃくしゃしていた」と話して容疑を認めていたが、意味不明な供述も多かった。Xは20歳代のころに数年ほど精神病院に入院していた過去があった。
名古屋地方検察庁岡崎支部は4か月間の鑑定留置（精神鑑定）の後、「加害者Xには刑事責任能力がある」として、Xを1995年9月に起訴した。名古屋地方裁判所岡崎支部で公判が7回開かれたが、被告人Xは1997年（平成9年）3月に統合失調症と鑑定されたため、同地裁支部は弁護側の「被告人Xは病気で訴訟能力がない」という主張を認めて公判停止を決定した。被告人Xは公判停止後に医療施設に措置入院となったが、ほとんど会話が成立せず、介護が必要な状態なほど病状が悪化した。
2014年（平成26年）3月に名古屋地裁岡崎支部は17年ぶりに公判を再開する意向を示し、弁護側は公訴棄却を求めた一方、検察側は公判継続の意見書を提出した。名古屋地裁岡崎支部（國井恒志裁判長）は同年3月20日に「慢性的な統合失調症で悪化しており、意思疎通能力がほぼ完全に失われて、回復の見込みが認められないのは明らか」「Xに半永久的に被告人の立場を強制することは、迅速な裁判を受ける権利を侵害している。検察官が起訴を取り消さない場合、公判を打ち切るのは裁判所の責務で、遺族に対する誠実な対応だ」として起訴手続きが違法で無効な場合の規定を準用し、公訴棄却の判決を言い渡した。
起訴後、被告人が訴訟能力を失った場合、 検察官が公訴の取り消しを申し立てるのが通例だが、検察官が取り消さない場合の法律上の規定はないことから、検察は裁判所の職権による公判打ち切りは不当だとして名古屋高等裁判所に控訴した。名古屋高裁（石山容示裁判長）は2015年（平成27年）11月16日に「（刑事訴訟法の解釈では）検察側が公訴を取り消さないのに、裁判所が一方的に打ち切ることは基本的にはできない」「一審判決は刑訴法の解釈適用を誤り、不法に公訴を棄却した」として第一審判決を破棄し、審理を名古屋地裁岡崎支部に差し戻す判決を言い渡した。弁護側は上告した。
2016年（平成28年）12月19日に最高裁判所第一小法廷（池上政幸裁判長）は「形式的に裁判が継続しているに過ぎない状態を続けることを刑事訴訟法は予定していない。被告人Xに訴訟能力が回復する見込みがなければ、検察が起訴を取り消したかどうかに関わらず、裁判所は裁判を打ち切ることができる」との初判断を示し、審理を続行させる判断をした二審判決を破棄自判して、裁判を打ち切る公訴棄却とする一審判決が確定した。被告人Xは73歳になっていた。